# Павлівська сільська рада (Володимирський район)
Павлівська сільська рада Павлівської сільської територіальної громади (до 2016 року — Павлівська сільська рада Іваничівського району Волинської області) — орган місцевого самоврядування Павлівської сільської територіальної громади Волинської області з центром у селі Павлівка.

## Склад ради
Рада складається з 30 депутатів та голови.
Перші вибори депутатів ради громади та Павлівського сільського голови відбулись 18 грудня 2016 року. Було обрано 22 депутати ради, з них (за суб'єктами висування): УКРОП — 7 депутатів, самовисування — 5, БПП «Солідарність» — 3, Всеукраїнське об'єднання «Свобода», «Розумна сила» та Всеукраїнське об'єднання «Батьківщина» — по 2, Аграрна партія України — 1 мандат.
Головою громади обрали позапартійного самовисуванця Андрія Сапожника, помічника-консультанта одного з народних депутатів України.
23 грудня 2018 року відбулись довибори депутатів ради — своїх представників обирали мешканці колишніх Колонської, Милятинської та Радовичівської сільських рад, що приєднались до громади. Було обрано 8 депутатів ради, з них: БПП «Солідарність» — 4, Аграрна партія, УКРОП, самовисування та «Батьківщина» — по 1 депутату.
При сільські раді створено чотири постійні депутатські комісії:
- з питань регламенту, прав людини, законності, депутатської діяльності та етики;
- з питань планування фінансів, бюджету та соціально-економічного розвитку;
- з питань промисловості, підприємництва, транспорту, зв'язку, сфери послуг, освіти, культури, молоді, фізкультури та спорту, охорони здоров'я та соціального захисту населення;
- з питань житлово-комунального господарства та комунальної власності, містобудування, будівництва, земельних відносин та охорони природи.

## Історія
До 27 грудня 2016 року — адміністративно-територіальна одиниця у Іваничівському районі Волинської області.
До 2016 року сільській раді підпорядковувались села Павлівка, Самоволя та Старосілля.

### Населення
Згідно з переписом УРСР 1989 року чисельність наявного населення сільської ради становила 2474 особи, з яких 1125 чоловіків та 1349 жінок.
Населення сільської ради згідно з переписом населення 2001 року становить 1,673 осіб.
| Населенні пункти  | 2001 рік | 1989 рік |
| ----------------- | -------- | -------- |
| Павлівка          | 914      | 860      |
| Старосілля        | 371      | 360      |
| Самоволя          | 388      | 380      |
| Сукупне населення | 1,673    | 1,600    |

#### Мова
Розподіл населення за рідною мовою за даними перепису 2001 року:
| Мова       | Відсоток |
| ---------- | -------- |
| українська | 98,98 %  |
| російська  | 0,72 %   |
| білоруська | 0,12 %   |
| вірменська | 0,12 %   |
| молдовська | 0,06 %   |

### Склад ради
Сільська рада складалась з 18 депутатів та голови. Склад ради: 13 депутатів (72.2 %) — самовисуванці, 4 депутатів (22.2 %) — від Свобода та ще один депутат (5.6 %) від партії Відродження. 

#### Керівний склад сільської ради
| ПІБ                      | Основні відомості                                                 | Дата обрання | Дата звільнення |
| ------------------------ | ----------------------------------------------------------------- | ------------ | --------------- |
| Петренко Ніна Адамівна   | Сільський голова, 1956 року народження, освіта, позапартійна      | 26.03.2006   | 31.10.2010      |
| Михняк Микола Степанович | Сільський голова, 1964 року народження, освіта вища, безпартійний | 31.10.2010   |                 |

Примітка: таблиця складена за даними джерела